# Grégory Rast
Grégory Rast (* 17. Januar 1980 in Ebikon) ist ein ehemaliger Schweizer Radrennfahrer.

## Karriere
Rast war Mitglied im Verein RMV Cham-Hagendorn, wurde 2002 U23-Schweizer-Meister auf der Strasse und begann seine Profikarriere ein Jahr später im Team Phonak Hearing Systems. In den Jahren 2004 und 2006 wurde er jeweils Schweizer Meister der Elite. Rast startete im Strassenrennen bei den Olympischen Spielen 2012 in London und belegte Platz acht. Seinen ersten Erfolg bei einem Wettbewerb der UCI ProTour gelang ihm auf der sechsten Etappe der Tour de Suisse 2013 zwischen Leuggern und Meilen, die er im Sprint einer sechsköpfigen Ausreissergruppe gewann.
Rast startete mehrfach im Gigathlon. Vor seiner Radsportkarriere hat er den Beruf des Spenglers erlernt.

## Erfolge
2002
- Schweizer Strassenmeisterschaften (U23)

2004
- Schweizer Strassenmeisterschaften

2006
- Schweizer Strassenmeisterschaften

2007
- Gesamtwertung und eine Etappe Luxemburg-Rundfahrt

2008
- Prolog Presidential Cycling Tour

2009
- Mannschaftszeitfahren Tour de France
- Prolog Luxemburg-Rundfahrt

2013
- eine Etappe Tour de Suisse

2015
- Mannschaftszeitfahren Tour of Alberta

## Grand-Tour-Platzierungen
| Grand Tour            | 2005 | 2006 | 2007 | 2008 | 2009 | 2010 | 2011 | 2012 | 2013 | 2014 | 2015 | 2016 |
| --------------------- | ---- | ---- | ---- | ---- | ---- | ---- | ---- | ---- | ---- | ---- | ---- | ---- |
| Giro d’ItaliaGiro     | 120  | 94   | –    | –    | –    | –    | –    | –    | –    | –    | –    | –    |
| Tour de FranceTour    | –    | –    | DNF  | –    | 138  | 114  | –    | –    | –    | 101  | 102  | 123  |
| Vuelta a EspañaVuelta | –    | –    | –    | –    | –    | –    | –    | 92   | 77   | –    | –    | –    |